# Kolagen
Kolagén je glavna beljakovina vezivnega tkiva pri živalih in pri sesalcih, kjer predstavlja 25 % vse beljakovinske mase, tudi najobilneje zastopana beljakovina. Kolagen je ena od dolgih, vlaknatih sestavnih beljakovin, katerih funkcija se precej razlikuje od funkcije globularnih proteinov, kakršni so na primer encimi. Močni, žilavi svežnji kolagena, imenovani kolagenska vlakna, so glavni gradnik zunajceličnega matriksa, ki podpira večino tkiva, in daje zgradbo medceličnini (ima pa sicer tudi druge pomembne vloge). Kolagen se nahaja tudi znotraj nekaterih celic. Značilna zanj je velika natezna trdnost in je glavna sestavina hrustanca, vezi, tetiv, kosti in zob. Skupaj z mehkim keratinom vpliva na čvrstost in elastičnost kože, njegova degradacija pa vodi do gub, ki spremljajo staranje. Ojačuje krvne žile in ima pomembno vlogo pri razvoju tkiva. V kristalni obliki se nahaja v roženici in očesnih lečah. Uporablja se pri plastični kirurgiji in pri zdravljenju opeklin.

## Sinteza
Kolagen ima nenavadno aminokislinsko sestavo in niz. Vsak tretji ostanek je navadno glicin (Gly). Kolagen vsebuje veliko količino prolina (Pro), kakor tudi dve redki izpeljani aminokislini, ki se ne dodata neposredno ob translaciji mRNK: hidroksiprolin (Hyp) in hidroksilizin. Proline in lizine po translaciji na točno določenih legah glede na glicin spremenijo različni encimi, pri čemer sodeluje tudi vitamin C kot kofaktor. Glede na posamezno vrsto kolagena se na različno število hidroksilizinov vežejo disaharidi.